# Charles Dvorak
Charles Edward Dvorak, född 27 november 1878 i Chicago i Illinois, död 18 december 1969 i Seattle i Washington, var en amerikansk friidrottare.
Dvorak blev olympisk mästare i stavhopp vid sommarspelen 1904 i Saint Louis.